# Кудеяр
Кудея́р (от перс. Xudāyār «возлюбленный Богом») — легендарный разбойник, персонаж русского фольклора с XVI века. В некоторых версиях легенды, брат Ивана Грозного или сын Жигмонда Батори.
Также словом «кудеяр» называли кудесника, волшебника.

## Легендарный Кудеяр
Рассказы о разбойнике Кудеяре были широко распространены в легендах во всех южных и центральных губерниях России — от Смоленской до Саратовской. Годы его жизни, как говорят — очень древние, предположительно до Смутного времени. Сколотил ватагу, с которой грабил богатые обозы. С его именем связано название множества мелких географических пунктов на Руси (Кудеярова крепость, гора, лес, село Кудеяровка).
Было двенадцать разбойников,
Был Кудеяр — атаман;
Много разбойники пролили
Крови честных христиан…Н. А. Некрасов. О двух великих грешниках // Кому на Руси жить хорошо.
Легенды Тульского края гласят, что он происходил из этих мест, бывшего Белёвского уезда.
Часто встречаются рассказы о многочисленных кладах, спрятанных разбойником, которые активно разыскивались в XIX в. по подложным письмам и описям. Таких Кудеяровых городков, где, по преданию, зарыты разбойничьи клады, известно в Южной России около сотни. Особенно много таких мест находилось в пределах Воронежской губернии.
В Брянских лесах называли места, где скрыты клады, закопанные Кудеяром. Говорили, что над камнями, прикрывающими эти сокровища, вспыхивают огоньки, а два раза в неделю в 12 часов слышен жалобный плач ребёнка.
В числе соратников Кудеяра называют разбойницу Анну, Болдыря и проклятую им дочь Любашу (её призрак показывался неподалёку от Оптиной пустыни).
Могилу его помещают недалеко от Тулы за Косой Горой или в одном из курганов Саратовской губернии (по поволжским легендам).

### Идентификация Кудеяра
- Согласно распространённой легенде, Кудеяр — сын Василия III и его жены Соломонии, рождённый уже после того, как она была сослана в монастырь за неплодие. Таким образом, он оказывается старшим братом Ивана Грозного и его настоящее имя — князь Георгий (Юрий) Васильевич. Соломонию силой заточили в монастырь под именем Софьи, для того чтобы Василий III смог жениться на Елене Глинской. В монастыре Соломония родила Кудеяра и его вывезли в Керженские леса, где тайно воспитывали в лесных скитах[2].
- Согласно другой легенде, Кудеяр — сын Жигмонда Батория, рождённый ещё до того, как его родственник Стефан Баторий (Жигмонд приходился Стефану племянником) стал королём польского государства. Поссорившись с отцом, который к тому времени уже был стар, он бежал к казакам на Днепр. Затем он переходит на службу к русскому царю. Таким образом, он оказывается среди опричников царя Ивана Грозного и его настоящее имя — князь Габор-Георгий (в русском варианте Сигизмундович).
- Ещё одна версия гласит, что им мог быть предатель Кудеяр Тишенков (XVI в.) — сын боярский, родом из г. Белёва. Современник Ивана Грозного. В мае 1571 года он показал ордам крымского хана Девлета I Гирея пути подхода к Москве — тайные броды через реку Оку. Отступая вместе с крымскими татарами, Кудеяр покинул пределы Московского государства и остался в Крыму. Затем его имя упоминается в 1574 году в письмах пленного опричника Василия Грязного из Крыма к царю. Через некоторое время Тишенков лично обращается к Ивану IV с просьбой о помиловании и разрешении вернуться в Москву. Такое разрешение ему было дано, но далее следы исторического Кудеяра Тишенкова теряются. Никаких свидетельств о том, что разбойник Кудеяр (живший примерно в ту же эпоху и, как рассказывают, также родом из Белёва) и Тишенков — один и тот же человек, нет. О том, что Кудеяр принадлежал к их семейству, рассказывали также в курском роду Марковых.
- По упомянутой ранее версии, Кудеяр принадлежал к роду Батори, был отправлен к казакам на Днепр, служил затем Ивану IV опричником, а после царской опалы бежал и разбойничал, имея лагерь у села Божедаровка.
- Согласно версии, озвученной курским дворянином и писателем Анатолием Львовичем Марковым в книге «Родные гнёзда», Кудеяром был сын боярский Кильдеяр Иванович Марков, внук боярина Марка Толмача, живший во времена Ивана Грозного[3][4].
- Так как область распространения легенд очень широка, исследователи предлагают версию, согласно которой имя Кудеяра могло стать нарицательным, и им пользовалось несколько атаманов.
- Согласно исследованию Р. Темиргалиева, Кудеяр был сыном алшина Алау. Алау был беклярбеком у хана Джанибека. Время его жизни пришлось на смутное время развала Золотой орды (Улус Джучи). В генеалогии (шежире) казахского рода алшин Кудеяр приходится родоначальником подразделений Алимулы и Байулы[5]

### Потомки
«Кудеяр», как имя собственное, встречалось в Воронежской, Тамбовской, Саратовской, Харьковской, Курской, Орловской, Тульской, Калужской губерниях. Отсюда пошла фамилия Кудеяров.
- Имеется костромской дворянский род Волковых, ведущий своё начало от Кудеяра[6]. Весьма вероятной является версия о том, что Кудеяр являлся потомком «знатного» литвина Григория Волка герба Трубы, родоначальника древнего дворянского рода Волковых, выехавшего из Великого княжества Литовского в начале XVI века, к отцу Ивана Грозного, Великому князю Василию. В одном документе Кудеяра называют Григорьевичем, что по мнению П. Н. Петрова, может «навести на возможность допущения, даже признания его за сына Григория Фёдоровича Волка, принимая равное количество колен (XI) до нашего времени в костромской ветви».
- П. Н. Петров во 2-м томе «Истории родов Российского дворянства» указывает на Правотарха Кудеяровича Волкова — представителя костромской ветви Волковых.
- Шляхетский род Волки «выводят» себя от потомка князя Полоцкого Всеслава Чародея, что может служить косвенным свидетельством принадлежности Кудеяра (сильнейшего из чародеев) к роду Волков. У Н. И. Костомарова Кудеяр приезжает в Великое Московское княжество из Великого Литовского княжества вместе с князем Дмитрием Вишневецким, а у родоначальника древнего дворянского рода Волковых — литвина Григория Волка герба Трубы остались в Великом княжестве Литовском правнуки — сыновья Григория Фёдоровича Волка (Волкова) — Леон Григорьевич (основатель шляхетского рода Волк-Леоновичи герба Трубы) и Василий. Судьба Василия неизвестна, но можно предположить, что Кудеяр могло быть не именем, а прозвищем, которое впоследствии закрепилось как имя родоначальника костромской ветви Волковых.

## Образ в искусстве

### В русском искусстве XIX в.
- Роман Н. И. Костомарова «Кудеяр» (1882) — исторический роман, полный авантюр и реконструкций. В частности, именно в нем впервые[источник не указан 2188 дней] излагается то, что во время одного из татарских набегов сына Соломонии Сабуровой и великого князя Василия III захватили в плен. Елена Глинская отказалась его выкупа́ть, чтобы спровоцировать татар на убийство — ещё один наследник был не нужен. Но татары не убили Юрия (Георгия), а дали ему другое имя — Кудеяр (тат. Худояр). Он вырос, собрал свой отряд и решил мстить сводному брату Ивану.
- Рассказ Ионушки «О двух великих грешниках» в поэме Н. А. Некрасова «Кому на Руси жить хорошо»: рассказывает о том, что в пожилом возрасте Кудеяр стал богомольцем-отшельником с целью искупить свои грехи. Ему было сказано срезать разбойничьим ножом вековой дуб, и тогда грехи будут отпущены. Кудеяр потратил на это годы, но труд был далёк от завершения. Однажды проезжий пан высмеял раскаяние бывшего разбойника и стал перед ним хвастаться, как убивает и мучает своих холопов. Старик в гневе всадил нож в сердце пана — и в этот момент дуб рухнул сам собой.
- На стихи Н. А. Некрасова написана песня «12 разбойников», входившая, в частности, в репертуар Ф. И. Шаляпина.
- Сказание А. А. Навроцкого «Последняя любовь Кудеяра».

### В советской литературе
- Сравнение дядьки Груни с разбойником Кудеяром в рассказе А. И. Куприна «Груня»[значимость факта?]
- В. Бахревский. «Клад атамана» — Историческая повесть о Кудеяре.
- Ю. Александров. «Кудеяров стан».
- Б. Ширяев. «Кудеяров дуб».
- В. Бахревский. «Разбойник Кудеяр» — Роман, события XVIII века.
- Действие романа-фельетона «Не проходите мимо» Бориса Егорова, Яна Полищука и Бориса Привалова происходит в вымышленном городе Кудеярове. Персонаж фельетона Альберт Бомаршов утверждает, что являющийся местной достопримечательностью древний дуб «посадил пират Кудеяр в честь смерти своей невесты, шемаханской боярыни Февронии», которая пятьдесят лет ждала возвращения возлюбленного.

### В современной массовой культуре
- «Кудеяр» — цикл романов Марии Семёновой, в котором это прозвище носит главный герой, современный полковник.
- Кудеяр Кудеярыч — персонаж романа Татьяны Толстой («Кысь»).
- «Соломея и Кудеяр» Александра Прозорова.
- «Адашев. Северские земли» В. Нестерова — одна из сюжетных линий романа связана с поиском клада разбойника Кудеяра, брата Ивана Грозного.
- Разбойник Кудеяр упоминается в качестве сравнения в романах Бориса Акунина из цикла «Пелагия».
- Кличка одного из персонажей в романе А. Бушкова «Непристойный танец».
- Имя одного из лордов королевства Вегирс в компьютерной игре «Mount&Blade», локализованной 1С.
- Персонаж телесериала «Анна-детективъ» (фильм №25 «Благоразумный разбойник»).
- Атаман Кудеяр Тихонков — персонаж книги Натальи Готовцевой ("Непряха"), историческое приключение.
- Опричник Кудеяр Тишенков - один из действующих лиц романа Дмитрия Володихина "Смертная чаша" (2018)[7], перешедший на сторону Девлет-Гирея.